# Герардсберген
Герардсберген (на нидерландски: Geraardsbergen) е град и община в Северна Белгия, окръг Алст на провинция Източна Фландрия. Населението му е около 31 400 души (2006).

## История
Герардсберген е един от най-старите градове в Белгия. Възниква през 11 век.
През 1381 г. градът е унищожен след обсада. Според местната легенда, по време на обсадата жителите на Герардсберген хвърляли последната си храна извън градската стена, за да оставят нападателите да мислят, че разполагат с провизии за дълго време. Градът все пак е превзет, но легендата вдъхновява дългогодишна традиция да се отбелязва това историческо събитие. Това става по време на ежегодния фестивал, организиран в Герардсберген, който включва също парад и пресъздаване на други значими моменти от историята на града.

## Забележителности
- Manneke Pis е най-известната статуя в града.
- De Muur van Geraardsbergen (Стената на Герардсберген).

## Известни личности
Родени в Герардсберген
- Педро де Ганте (1480 – 1572), мисионер